# Iván Torres
Iván Arturo Torres Riveros (Ñemby, 27 de febrero de 1991) es un futbolista paraguayo. Juega de lateral izquierdo y su equipo actual es el Sportivo Luqueño de la Primera División de Paraguay.

## Trayectoria

### Cerro Porteño
Se desarrolló en las categorías juveniles del Cerro Porteño hasta realizar su debut en la Primera División en 2009. Su primer gol fue anotado el 4 de septiembre de 2010 contra el Club Libertad, en un partido que concluyó 2-0 a favor del equipo azulgrana.
En 2011, contribuyó a la clasificación del equipo a las semifinales de la Copa Libertadores, siendo eliminado por el Santos FC de Brasil, que se coronó campeón.
En 2012, logró conquistar el Torneo Apertura en el centenario del club, y llegó a los cuartos de final de la Copa Sudamericana. No obstante, Torres acumuló menos tiempo de juego en comparación con temporadas anteriores.
Durante la temporada 2013, bajo la dirección técnica de Francisco Arce, "Tito" tuvo una participación notable, acumulando 439 minutos y marcando un gol. Al final de la temporada, se consagró campeón del Torneo Clausura con Cerro Porteño.
En 2014, tuvo una campaña discreta y no fue considerado ni por Francisco Arce ni por el técnico Leonardo Astrada. Con el vencimiento de su contrato el 30 de septiembre y la falta de apoyo directivo para su renovación, abandonó el club de manera silenciosa, lo que resultó doloroso para el jugador tras haber estado en el club desde los 9 años. Posteriormente, Torres se dedicó a entrenarse de manera individual hasta el inicio de la siguiente temporada, para luego evaluar ofertas para la temporada 2015.

### Olimpia
El 22 de diciembre de 2014, sorprendió a la afición al firmar contrato con el Olimpia, archirrival del Cerro Porteño. Firmó por dos temporadas y defendió los colores del decano desde 2015.

### Colón de Santa Fe
A mediados de 2016, se unió al Club Atlético Colón de la Primera División de Argentina.

### Olimpia (segunda etapa)
Tras la finalización de su contrato con el Colón, regresó al Olimpia para disputar el Clausura 2017, permaneciendo en el club hasta el Clausura 2023.

## Selección nacional

### Participación Sudamericanos
| Campeonato                  | Sede | Resultado    | Partidos | Goles |
| --------------------------- | ---- | ------------ | -------- | ----- |
| Sudamericano Sub-20 de 2011 | Perú | Primera fase | 4        | 1     |

### Participaciones en Copa América
| Copa              | Sede   | Resultado        | Partidos | Goles |
| ----------------- | ------ | ---------------- | -------- | ----- |
| Copa América 2019 | Brasil | Cuartos de final | 0        | 0     |

## Clubes
| Club             | País      | Año       |
| ---------------- | --------- | --------- |
| Cerro Porteño    | Paraguay  | 2009-2014 |
| Olimpia          | Paraguay  | 2015-2016 |
| Colón            | Argentina | 2016-2017 |
| Olimpia          | Paraguay  | 2017-2023 |
| Sportivo Luqueño | Paraguay  | 2024-act. |

## Estadísticas

### Clubes
| Club                   | Temporada           | Liga  | Liga  | Copa Nacional | Copa Nacional | Copa Internacional | Copa Internacional | Total | Total |
| Club                   | Temporada           | Part. | Goles | Part.         | Goles         | Part.              | Goles              | Part. | Goles |
| ---------------------- | ------------------- | ----- | ----- | ------------- | ------------- | ------------------ | ------------------ | ----- | ----- |
| Cerro Porteño Paraguay |                     |       |       |               |               |                    |                    |       |       |
| 2010                   | 20                  | 1     | 0     | 0             | 2             | 0                  | 22                 | 1     |       |
| 2011                   | 27                  | 1     | 0     | 0             | 12            | 1                  | 39                 | 2     |       |
| 2012                   | 9                   | 1     | 0     | 0             | 0             | 0                  | 9                  | 1     |       |
| 2013                   | 16                  | 1     | 0     | 0             | 4             | 0                  | 20                 | 1     |       |
| 2014                   | 9                   | 1     | 0     | 0             | 2             | 0                  | 11                 | 1     |       |
| Total                  | 81                  | 5     | 0     | 0             | 20            | 1                  | 101                | 6     |       |
| Olimpia Paraguay       |                     |       |       |               |               |                    |                    |       |       |
| 2015                   | 40                  | 2     | 0     | 0             | 6             | 1                  | 46                 | 3     |       |
| 2016                   | 13                  | 1     | 0     | 0             | 1             | 1                  | 14                 | 2     |       |
| Total                  | 53                  | 3     | 0     | 0             | 7             | 2                  | 60                 | 5     |       |
| Colón Argentina        |                     |       |       |               |               |                    |                    |       |       |
| 2016                   | 26                  | 4     | 1     | 0             | 0             | 0                  | 27                 | 4     |       |
| Total                  | 26                  | 4     | 1     | 0             | 0             | 0                  | 27                 | 4     |       |
| Olimpia Paraguay       |                     |       |       |               |               |                    |                    |       |       |
| 2017                   | 10                  | 2     | 0     | 0             | 2             | 0                  | 12                 | 2     |       |
| 2018                   | 26                  | 1     | 0     | 0             | 1             | 0                  | 27                 | 1     |       |
| 2019                   | 19                  | 1     | 0     | 0             | 5             | 0                  | 24                 | 1     |       |
| 2020                   | 22                  | 0     | 0     | 0             | 4             | 0                  | 29                 | 0     |       |
| 2021                   | 22                  | 1     | 0     | 0             | 10            | 2                  | 32                 | 3     |       |
| 2022                   | 28                  | 1     | 0     | 0             | 12            | 0                  | 40                 | 1     |       |
| Total                  | 127                 | 6     | 0     | 0             | 34            | 2                  | 161                | 8     |       |
| Total en su carrera    | Total en su carrera | 287   | 18    | 1             | 0             | 61                 | 5                  | 349   | 23    |

## Palmarés

### Títulos nacionales
| Título             | Club          | País     | Año    |
| ------------------ | ------------- | -------- | ------ |
| Primera División   | Cerro Porteño | Paraguay | 2012-A |
| Primera División   | Cerro Porteño | Paraguay | 2013-C |
| Primera División   | Olimpia       | Paraguay | 2015-C |
| Primera División   | Olimpia       | Paraguay | 2018-A |
| Primera División   | Olimpia       | Paraguay | 2018-C |
| Primera División   | Olimpia       | Paraguay | 2019-A |
| Primera División   | Olimpia       | Paraguay | 2019-C |
| Primera División   | Olimpia       | Paraguay | 2020-C |
| Copa Paraguay      | Olimpia       | Paraguay | 2021   |
| Supercopa Paraguay | Olimpia       | Paraguay | 2021   |
| Primera División   | Olimpia       | Paraguay | 2022-C |